# Districte de Nimar
|  | Aquest article tracta sobre sobre el districte britànic. Si cerqueu per la divisió administrativa de l'estat d'Indore, vegeu «Zila de Nimar». |

El districte de Nimar fou un antic districte de la divisió de Nerbudda a les Províncies Centrals després Províncies Centrals i Berar. L'1 de novembre de 1956 fou dividit en districte d'East Nimar i districte de West Nimar. El primer fou dividit el 25 de maig de 1988 en el districte de Khargone i el districte de Barwani; el segon fou partit el 15 d'agost de 2003 formant-se el districte de Khandwa i el districe de Burhanpur.
La superfície era d'11.067 km² i la població de 329.613 habitants (1904).

## Història
El territori hauria estat dominat pels rajputs chauhans dels que el raja de Piploda diu ser descendent. El 1296 Ala al-Din Muhammad Shah I Khalji (1296-1316) va fer una incursió al Dècan i a la tornada va conquerir Asirgarh i va matar a tots els chauhans excepte un noi; la part nord del territori va caure en mans d'un cap de la tribu bhilala (suposada barreja de rajputs i bhils) de la que serien descendents els sobirans de Mandhata, Bhamgarh i Selani.
Vers el 1387 va caure en mans dels sultans musulmans de Malwa, que tenien capital a Mandu. El 1399 Nasir Khan Faruki va succeir al seu pare com a governador d'un territori a Nimar i va assolir la independència iniciant la dinastia farúquida. Va conquerir Asirgarh i va fundar les ciutats de Burhanpur i Zainabad a l'altre costat del riu Tapti, en honor de dos shaykhs. Els farúquides van conservar Khandesh amb capital a Burhanpur durant onze generacions, fins al 1600 quan Nimar i Khandesh van ser annexionades per Akbar el Gran que va conquerir Asirgarh per setge, de mans de Bahadur Shah Kadr Khan, el darrer sultà farúquida. El nord de Nimar fou agregat a la suba de Malwa i el sud a la suba de Khandesh. El príncep Danyal fou nomenat governador de Dècan amb capital a Burhanpur, fins a la seva mort el 1605. Ja Akbar i després els seus successors van millorar el districte; Burhanpur va esdevenir lloc de màxima importància i va arribar al cim de la seva prosperitat amb Shah Jahan.
El 1670 els marathes van envair Khandesh i van saquejar el país fins a Burhanpur; aquesta ciutat fou saquejada finalment uns anys després quan l'exèrcit enviat per Aurangzeb al Dècan es va retirar i va deixar la zona gairebé en mans dels marathes. El Nizam al-Mulk Asaf Jah el 1720 va rebre el govern del Dècan i Nimar fou escenari del conflicte entre les seves tropes i les del peshwa maratha fins que la regió li fou cedida a aquest darrer per diferents tractats entre 1740 i 1760. El territori excepte les parganes de Kanapur i Beria al sud de la regió, fou concedida als Sindhia i als Holkar; el peshwa va conservar alguns pobles que li donaven el control dels forts sobre el riu Narmada.
Des del 1800 al 1818 Nimar fou objecte de diversos atacs i saquejos en una època coneguda com "el temps de l'agitació"· que va deixar desertes moltes comarques. Fou assolada per forces d'Holkar i de Sindhia, i els pindaris estaven a la regió com a casa seva especialment a Handia entre el Narmada i les muntanyes Vindhya. El 1818 els pindaris foren dispersats pels britànics i el seu cap Chitu o Chittu va morir a la jungla on es va refugiar, a les arpes d'un tigre. Les parganes de Kanapur i Beria havien estat cedides pel peshwa el 1817 i el nord del districte va passar als britànics per tractat amb Sindhia el 1823, i tot en conjunt va formar el districte de Nimar.
Durant el motí (1857) Asirgarh i Burhanpur tenien guarnició del Contingent de Gwalior, que es va mostrar desafecte. L'oficial del districte, major Keatinge, va reunir una força local i va mantenir el pas per la carretera del sud fins a l'arribada d'un destacament d'infanteria de Bombai que venia en ajut, i que va desarmar a les tropes amotinades. El 1858 Tantia Topi va travessar el districte amb molts seguidors i va fer considerables saquejos en estacions de policia i edificis públics, incloent a Khandwa on els edificis foren cremats.
El 1860 els territoris del nord del districte, la ciutat de Burhanpur, i les parganes de Zainabad i Manjrod foren restaurades a Sindhia en plena sobirania. El 1864 la resta del districte de Nimar fou agregat a les Províncies Centrals i la capital del districte que estava a Mandleshwar, fou traslladada a Khandwa, antiga comunitat jainista, en una posició més central. A part d'alguns temples jainistes de Khandwa, a Burhanpur hi havia mesquites del segle XVI i a Mandhata un dels dotze lingams de Xiva més famosos a més de diversos temples hinduistes. El 1904 es va produir un lleuger canvi jurisdiccional que va modificar superfície i població (agregats 891 km² i uns 2.500 habitants). El districte va passar a formar part de Madhya Bharat el 1948 i de Madhya Pradesh el 1956 quan es va dividir en dos.
La població era:
- 1881: 252.937
- 1891: 285.944
- 1901: 327.035 (1904: 329.613)

El 86% eren hinduistes, el 10% musulmans i el 3% animistes. La llengua parlada era el nimari dialecte del malvi o malwi (al seu torn dialecte del rajathani) amb influència del marathi; també es parlava el bhili i un dialecte marathi a Khandesh; els musulmans parlaven generalment urdú; els korkus parlaven el korku. Les ètnies principals eren marathes, bhils, korkus, rajputs, gujars i musulmans. Les castes eren rajputs, bramans, bànies, kunbis i gujars.
Administrativament el formaven tres tahsils:
- Khandwa
- Burhanpur
- Harsud